# Elżbieta Łapczyńska
Elżbieta Łapczyńska (ur. 1987 w Krakowie) – polska pisarka, z wykształcenia filozofka, z zawodu copywriterka. Pisuje dramaty, literaturę dziecięcą i komiksy, parała się reżyserią filmową. 

## Życiorys
Laureatka programu „Debiuty prozą” Biura Literackiego oraz Nagrody Krakowa Miasta Literatury UNESCO, półfinalistka Gdyńskiej Nagrody Dramaturgicznej oraz finalistka konkursu dla młodych reżyserów i reżyserek Papaya Young Directors.  
Publikowała opowiadania w antologiach i czasopismach literackich. 
Bestiariusz nowohucki, czyli surrealistyczna powieść o Nowej Hucie lat 50., to jej debiut książkowy. Otrzymała za niego Nagrodę Conrada i nagrodę Krakowska Książka Miesiąca Października 2021 oraz nominacje do Nagrody Nike i Nagrody Literackiej Gdynia. Książka ukazała się nakładem Biura Literackiego w grudniu 2020 roku.